# Burg Grubenhagen (Vollrathsruhe)

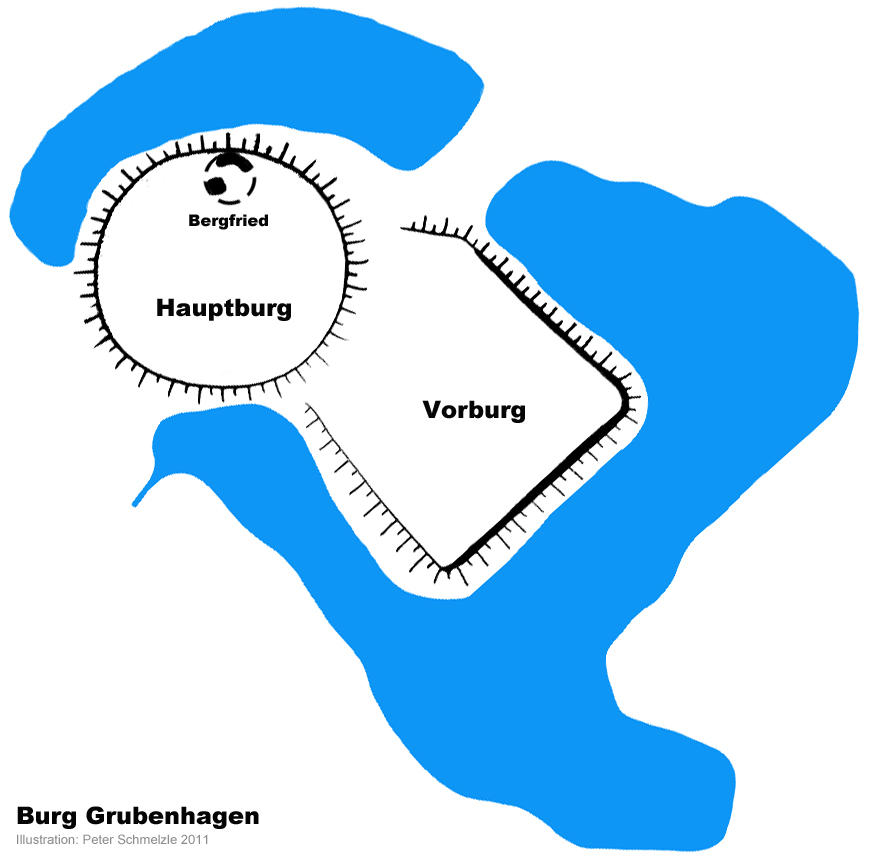
Lageplan der Anlage

Burg Grubenhagen ist die Ruine einer Niederungsburg in Schloß Grubenhagen, einem Ortsteil von Vollrathsruhe im Landkreis Mecklenburgische Seenplatte in Mecklenburg-Vorpommern.

## Geschichte
Die Burg wurde im 13. Jahrhundert von der Familie von Grube angelegt und bis zum 15. Jahrhundert ausgebaut. Die späteren Burgherren stellte die Familie von Maltzan, die nördlich der Burg eine Gutsanlage errichtete, die die Burg im 19. Jahrhundert schließlich als Herrensitz ablöste.
Phasenweise bildete sich mit Grubenhagen eine eigene genealogische Familienlinie der Freiherren von Maltzahn heraus. Bereits bis 1815 gab es eine damalige Linie Mo(a)ltzan-Grubenhagen. August Christoph Freiherr von Maltzahn und seine erste Ehefrau Johanne von Ramin begründeten das Haus Grubenhagen. August Wilhelm Julius von Maltzahn, mecklenburgisch-strelitzscher Kammerherr und Klosterhauptmann von Malchow, übernahm die Begüterung, dann nannte sich sein Sohn der preußische Major Curt von Maltzahn Herr auf Schloß Grubenhagen. Mit seiner zweiten Frau Luise von Bülow hatte er zwei nicht erbberechtigte Töchter. Und so ging nachfolgend das Besitztum an die Familienlinie Maltzahn-Moltzow. Sie stellten dann auch die Gutseigentümer im 20. Jahrhundert.
Das letztmals 1928, kurz vor der großen Wirtschaftskrise, amtlich publizierte Landwirtschaftliche Adressbuch für Mecklenburg weist als unmittelbare zum Schloß Grubenhagen zugehörigen Besitz eine Fläche von etwa 352 ha aus. Wie in ganz Nordostdeutschland stand die Schafsviehwirtschaft im Mittelpunkt des Gutsbetriebes. Grubenhagen hatte den Status eines alten Lehen. Zum Gutsbereich gehörten Anfang des 20. Jahrhunderts ein landwirtschaftlicher Betrieb mit einer intensiven Viehwirtschaft, 236 Schafe und 76 Stück Rindvieh. Die Fläche des Gutes umfasste rund 353 ha. Eigentümer war damals Wilhelm von Maltzahn-Moltzow (1884–1931), liiert mit Renate von Müller-Klein Luckow. Erbe wurde Bernd-Wilhelm von Maltzahn (1911–1945). Er war mit Rosemarie Schilling verheiratet und die Tochter und die beiden Söhne sind alle auf Schloß Grubenhagen geboren. Hauptsitz der Gutsbesitzerfamilie war zuletzt das 1316 ha Gut Moltzow.

## Beschreibung der Anlage
Von der Burg sind nur wenige bauliche Überreste erhalten, im Wesentlichen 10 Meter hohe Mauerteile des einstigen Bergfrieds mit einer Mauerstärke von 3,3 Metern aus Feldsteinen und Backstein. Der Rest der Anlage kann hauptsächlich über die geologischen Gegebenheiten vor Ort erschlossen werden. Im Nordwesten befand sich die kreisrunde Hauptburg, der sich nach Südosten eine etwas tieferliegende, etwa rechteckige Vorburg anschloss. Die gesamte Anlage war von einem breiten Wassergraben umgeben, der teilweise noch erhalten ist.

## Persönlichkeiten
- Wilhelm von Maltzan (1854–1933), Gutsherr in Grubenhagen, MdR